# Бокоро
Бокоро (фр. Bokoro) — город на западе Чада, на территории региона Хаджер-Ламис. Административный центр департамента Дабаба.

## Географическое положение
Город находится в восточной части региона, на высоте 301 метра над уровнем моря.
Бокоро расположен на расстоянии приблизительно 158 километров к юго-востоку от Масакори, административного центра региона и на расстоянии 210 километров к востоку-северо-востоку (ENE) от Нджамены, столицы страны.

## Население
По данным переписи 2010 года численность населения Бокоро составляла 14 600 человек.
Динамика численности населения города по годам:
| 2000   | 2000   | 2010   |
| ------ | ------ | ------ |
| 10 841 | 12 200 | 14 600 |

## Транспорт
В окрестностях города расположен одноимённый аэропорт (ICAO: FTTK, IATA: BKR).